# Acmispon utahensis
Acmispon utahensis là một loài thực vật có hoa trong họ Đậu. Loài này được (Ottley) Brouillet mô tả khoa học đầu tiên năm 2008.